# Захаровка (Свердловская область)
Заха́ровка — деревня в Свердловской области России. Входит в городской округ город Нижний Тагил.

## Население
| 2002 | 2010 |
| ---- | ---- |
| 31   | ↘15  |

## География
Деревня Захаровка расположена в лесах близ Срединного Уральского хребта на реке Захарова, с юго-востока выходит к небольшому лесному озеру. Деревня находится к северо-западу от Екатеринбурга и в 32 км от Нижнего Тагила (по дороге 45 км).

## Транспорт
Ранее к юго-востоку от деревни проходила Висимо-Уткинская узкоколейная железная дорога, соединявшая Нижний Тагил с посёлком Висимо-Уткинск, которая в настоящее время демонтирована.
До деревни можно добраться из Нижнего Тагила через посёлок Уралец.

## Достопримечательности
В 7 км к северо-западу находится гидрологический памятник природы озеро Бездонное (самый глубокий водоём области).